# Ardila
Il fiume Ardila è un fiume della penisola iberica, affluente del Guadiana in territorio portoghese. Lungo 166 km, 25 di questi costituiscono la linea di frontiera fra Spagna e Portogallo.

## Corso del fiume
Nasce nella Sierra de Tentudía, nel comune di Calera de León, nella provincia di Badajoz (Estremadura - Spagna). Fa da frontiera con il Portogallo e poi attraversa il distretto di Beja (Alentejo). Sfocia nel fiume Guadiana in prossimità del comune di Moura a valle della diga di Alqueva.
Attraversa i territori di Valencia del Ventoso, Jerez de los Caballeros e Oliva de la Frontera in Spagna e di Moura in Portogallo.

## Affluenti
- Fiume Bodion